# Raven (actriz)
Raven (nacida en 31 de julio de 1964) es el nombre artístico de la actriz pornográfica estadounidense Nelly-Marie Vickers. Su fama se debe a su participación en la tetralogía de películas porno Taboo American Style, de 1985, que la lanzó a la fama en la industria del cine porno.

## Biografía
Debutó en el cine porno en 1983 en la película de Michelle Reeves, Sappho Sextet. Al siguiente año participaría en 16 películas, algunas de las cuales aún se pueden ver con genuino placer, en parte por su presencia; sin embargo, no sería sino hasta 1985 que sería reconocida como una super-estrella del cine porno al participar en la serie Taboo American Style, una historia bastante sosa, típica del cine porno, de una familia envuelta en relaciones sexuales (el típico "todos contra todos") entre sí, en donde la hija adolescente descubre su sexualidad a través del novio de su hermana y envuelve a toda la familia en relaciones sexuales de todo tipo, hasta concluir con la misma hija teniendo relaciones sexuales con el padre, y su incursión en el cine porno como una estrella ascendente.
Su participación en esta película no la lanzó, pese a todo, al nivel de super-estrella que otras actrices de la época gozaron, como Ginger Lynn, Raquel Darrian y Ashlyn Gere, entre otras. Su participación más bien fue siempre discreta, aunque en la serie Catalina 5-0 (una serie basada apenas en una idea de semi-parodia de la serie de televisión Hawaii 5-0), de 1990, es posible verla deslumbrante en escenas memorables, en particular con Zara Whites en lésbicas y cálidas escenas. Resulta curioso que sus más memorables actuaciones las haya hecho en dos series de películas porno, en especial en la serie Catalina Five-0, donde su participación es en verdad deslumbrante. Sus escenas con Zara Whites o con T.T. Boy son absolutamente deslumbrantes y llenas de pasión y entrega desenfrenada, memorables en una palabra.
No obstante su participación en cerca de un centenar de películas, es evidente su deseo de mantener un muy bajo perfil como actriz, pues incluso su nombre real, Nelly-Marie Vickers, es considerado un alias. Sin embargo, tal es su nombre real, y con éste aparece en la película italiana de 1994, Private detective, donde comparte créditos con Teri Weigel, Rocco Siffredi y Joey Silvera, todos los cuales aparecen con sus nombres reales en los créditos de la película.
Participaría en House of Dreams, de 1990, y Les femmes érotiques, Sensual Exposure, de 1993, del mítico director Andrew Blake, quien combinó una fotografía más bien kitsch entre erotismo y pornografía en sus estilisadas coreografías pornográficas sin mucha trama pero sumamente atractivas para la vista.